# Tuko
Tuko is een bestuurslaag in het regentschap Grobogan van de provincie Midden-Java, Indonesië. Tuko telt 10.042 inwoners (volkstelling 2010).